# Moralischer Kompass

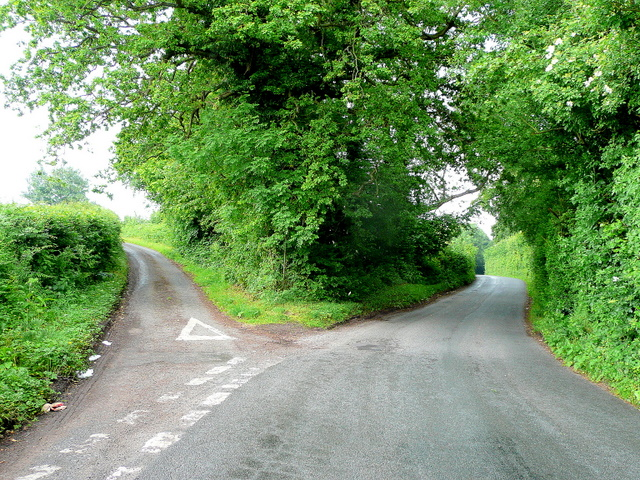
Der moralische Kompass soll „gute“ und „richtige“ Orientierung auf dem „Lebensweg“ ermöglichen.

Moralischer Kompass (auch Moralkompass oder Wertekompass) ist eine Metapher für ein moralisches Wertesystem, das eine „gute“/„richtige“ Orientierung im menschlichen Miteinander und speziell in Entscheidungssituationen ermöglicht. Dieses Wertesystem kann sehr persönlich sein oder von einer größeren Gruppe vertreten werden. Beispiele für beide Sichtweisen sind eine bestimmte Philosophie, eine Religion, oder auch die Verkörperung dieses Wertesystems durch eine bestimmte Person oder eine definierte Organisation.

## Metapher
Die Metapher verwendet das Bild des Kompasses, eines Navigationsinstruments, das im Erdmagnetfeld mit einer frei drehbaren Magnetit-Nadel die eindeutige Bestimmung der Himmelsrichtungen erlaubt.

Die übertragene Bedeutung von „moralischer Kompass“ macht ihn zur Orientierungshilfe auf dem „Lebensweg“ oder den „stürmischen Wogen des Lebens“ bezüglich der moralischen Werte „gut“/„richtig“ und „böse“/„falsch“ im zwischenmenschlichen Miteinander, besonders in schwierigen, potenziell konfliktreichen Situationen, in denen Entscheidungen getroffen werden müssen.

Ethischer Kompass, auch ethisch-moralischer Kompass, wird meist synonym zu moralischer Kompass verwendet. Genau genommen beschäftigt sich Ethik aber mit der Theorie der Moral, d. h. Ethik ist die Wissenschaft, die die verschiedenen Aspekte von Moral untersucht.

## Verwendung

### Früher Gebrauch

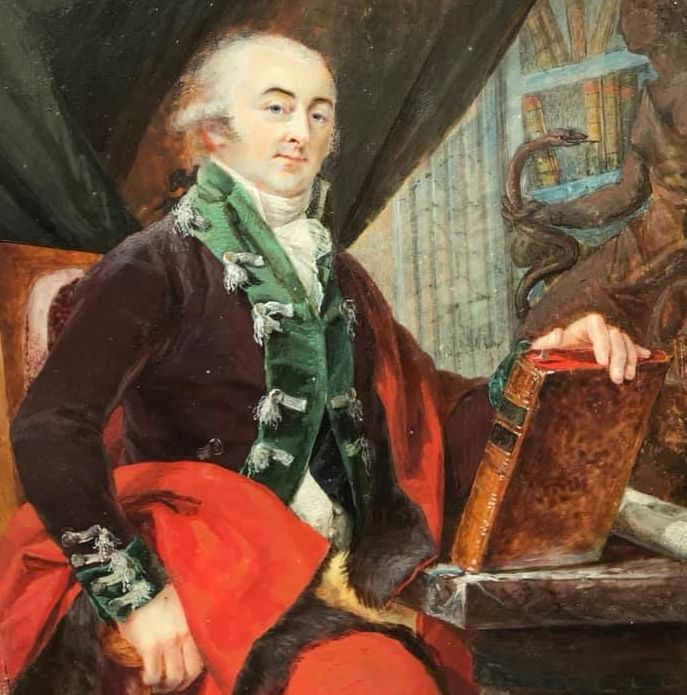
Nicolas-Gabriel Le Clerc

Der genaue zeitliche Ursprung und der eigentliche Urheber der Metapher sind nicht eindeutig dokumentiert. Analoge Formulierungen lassen sich bereits im Französischen und Englischen nachweisen, ehe sie in der deutschen Literatur auftauchte.
In Frankreich erschien 1780 das bereits im Vorjahr angekündigte Buch La boussole morale et politique des hommes et des empires (etwa Der moralische und politische Kompass von Menschen und Reichen) des französischen Arztes, Historikers und Freundes der Aufklärung Nicolas-Gabriel Le Clerc.
Das Oxford English Dictionary gibt an, dass die früheste bekannte Verwendung des englischen Begriffs moral compass (moralischer Kompass) aus dem Jahr 1843 stamme, aus der Feder des englischen Schriftstellers Charles Dickens im Roman Martin Chuzzlewit. Doch bereits in den 1830er Jahren wird diese Metapher erwähnt: In The New British Novelist, Comprising Works by the Most Popular and Fashionable Writers of the Present Day (1830), in The works of Thomas Moore (1832) und in The Works of Lord Byron: With His Letters and Journals, and His Life (1835).
Das amerikanische Merriam-Webster’s Collegiate Dictionary belegt, dass der Begriff 1814 erstmalig in dem Buch An Inquiry Into the Principles and Policy of the Government of the United States des amerikanischen Politikers John Taylor verwendet wurde.
Im Deutschen wird die Metapher „moralischer Kompass“ erst gegen Ende des 19. Jahrhunderts (1899) in der Literatur verwendet. Allerdings findet sich bereits 1811 die ähnliche Formulierung „Kompass der Moralität“ in dem Buch Die jüngern Horen des deutschen Schriftstellers Karl Ferdinand Menke (eigentlich Karl Ferdinand Manko; 1772–1819), das er zusammen mit seinem Freund Christoph Christian Hohlfeldt schrieb.

### Beispiele
Die Metapher findet medial vielfältige Verwendung, wenn dargelegt werden soll, dass eine akzeptierte moralische Handlungsweise vorliegt („hat einen moralischen Kompass“), eine unmoralische Handlungsweise vorliegt („hat keinen moralischen Kompass“), oder eine Handlungsweise verändert wurde („hat den moralischen Kompass verloren/neu ausgerichtet“).
- Ohne moralischen Kompass – Nach der Weltfinanzkrise 2007–2008 veröffentlichte die Universität Zürich auf ihrer New-Seite einen Artikel mit dem Titel Banken ohne moralischen Kompass.[18]
- Moralischer Kompass verloren – Der Berater des US-Verteidigungsministeriums Richard Perle war 2002 im Irak-Konflike der Meinung, Europa habe den moralischen Kompass verloren.[19]
- Moralischer Kompass zerbrochen – Kardinal Silvano Tomasi, Beobachter des Heiligen Stuhls bei den Vereinten Nationen in Genf, beschrieb die Weltlage im März 2024 als „Der moralische Kompass ist zerbrochen“.[20]
- Sich wild drehender moralischer Kompass – „Für Pence erwies sich die Allianz mit einem Mann, dessen moralischer Kompass sich so wild zu drehen scheint wie der von Donald Trump, zumindest was sein persönliches Verhalten angeht, jedoch als heikle Gratwanderung.“[21]

### Verwendung in weiteren Sprachen
Die Metapher ist weit verbreitet und der moralische Kompass findet auch Verwendung im Polnischen (kompas moralny), im Portugiesischen (bússola moral), im Spanischen (brújula moral), im Schwedischen und Dänischen (moralisk kompas(s)) etc.

## Psychologisches Experiment zum moralischen Kompass
Lars Hall und Mitarbeiter von der schwedischen Universität Lund haben in Experimenten gezeigt, dass Probanden mit einem klar definierten moralischen Kompass in der Lage sind, diesen sehr schnell und flexibel völlig anders auszurichten.

In Experiment ließen die Forscher die Probanden zuerst Fragebögen zu ihren moralischen Ansichten ausfüllen, die sowohl grundlegende Haltungen als auch aktuelle, in den Medien heiß diskutierte Themen abdeckten. Dabei wurde – ohne Wissen der Teilnehmer – ein Taschenspielertrick angewendet, der die angekreuzten Antworten auf den Fragebögen ins genaue Gegenteil verkehrte. Danach wurde untersucht, ob die damit konfrontierten Teilnehmer bereit waren, die gegenteilige Ansicht (die sie erst vor wenigen Augenblicken schriftlich festgehalten hatten und die sie nun ins Gegenteil verkehrt vor sich sahen) zu befürworten und zu vertreten. Das Ergebnis zeigte, dass (a) die Mehrzahl der Umkehrungen unentdeckt blieb; (b) dass 69 % der Teilnehmer mindestens eine von zwei Änderungen nicht erkennen konnten; und (c) dass die Teilnehmer zusätzlich kohärente und eindeutige Argumente konstruierten, die das Gegenteil ihrer ursprünglichen Position unterstützten.

Die so erhaltenen Ergebnisse lassen auf ein „dramatisches Flexibilitätspotenzial der moralischen Einstellungen“ schließen und weisen auf eine klare Rolle der Selbstzuschreibung und der nachträglichen Rationalisierung bei der Bildung und Änderung von Einstellungen hin.

## Publikationen
Es gibt eine Vielzahl von internationalen Veröffentlichungen (Bücher und wissenschaftliche Artikel), die sich mit der Bedeutung des moralischen Kompasses im Allgemeinen, in der Politik, Geschäftswelt, Religion etc. beschäftigen. Die nachfolgende Auflistung nach Erscheinungsdatum gibt einige ausgewählte Beispiele.
- William Bennett: The Moral Compass: Stories for a Life's Journey, Simon & Schuster (1995), ISBN 978-0684803135.
- Lindsay J. Thompson: The Global Moral Compass for Business in Journal of Business Ethics (2010), Bd. 93, S. 15–32: In Bezug auf Unternehmensleiter, die mit spezifischen internationalen Problemen konfrontiert sind (z. B. Klimawandel, geistiges Eigentum, wirtschaftliche Ungerechtigkeit, Menschenrechte usw.), schlägt die Ethikerin Lindsay J. Thompson vor, den individuellen moralischen Kompass durch einen „globalen moralischen Kompass“ zu ersetzen, einen „erweiterten epistemischen Werterahmen als Hilfsmittel zum Verständnis und zur Bewältigung moralischer Komplexität in einer globalisierten Unternehmenskultur“.
- Philip Pettit: Just Freedom: A Moral Compass for a Complex World, W. W. Norton & Company (2014), ISBN 978-0393063974.
  - Gerechte Freiheit: Ein moralischer Kompass für eine komplexe Welt, Suhrkamp Verlag (2015), Übersetzung Karin Wördemann, ISBN 978-3-518-74098-9.
- Christoph Giersch, Marcus Freitag (Hrsg.): Das Gewissen – moralischer Kompass mit unbedingtem Verbindlichkeitsanspruch? Eine interdisziplinäre Annäherung, Verlag für Polizeiwissenschaft, Frankfurt am Main (2015), ISBN 978-3-86676-421-7.
- Joan Marques: A Mindful Moral Compass for Twenty-First Century Leadership: The Noble Eightfold Path (2017), in The Journal of Values-Based Leadership, Bd. 10:1, Article 7.
- Neema Parvini: Shakespeare's Moral Compass, Edinburgh University Press (2018).
- Helwig Schmidt-Glintzer: Der Edle und der Ochse: Chinas Eliten und ihr moralischer Kompass, Matthes & Seitz Berlin (2022), ISBN 978-3751805421.
- Joseph L. Badaracco: Your True Moral Compass: Defining Reality, Responsibility, and Practicality in Your Leadership Moments, Springer Verlag (2023).
- Saortua Marbun: Moralischer Kompass: Die Rolle der religiösen Ethik bei der Gestaltung der modernen Gesetzgebung, Verlag Unser Wissen (2024), ISBN 978-6207783571.
- La Boussole Morale : Quatre Histoires de Luttes Éthiques: L'autre Tartuffe, ou La mère coupable, Conscience, Le crime de Lord Arthur Savile, Manon Lescaut, etc., mit Texten von Pierre Augustin Caron de Beaumarchais, Hector Malot, Oscar Wilde und Abbé Prévost, Éditions Omnibus Classiques (2024).